# Élections législatives néo-zélandaises de 1871
Des élections législatives ont lieu en Nouvelle-Zélande du 14 janvier au 23 février 1871. À l'issue d'une législature de cinq ans, il s'agit de renouveler l'ensemble des députés de la Chambre des représentants, dont le nombre est désormais porté à 78. C'est la première élection à bulletin secret dans l'histoire du pays, et la seconde élection pour les quatre sièges réservés aux Maori, après les élections partielles de 1868.

## Contexte et système politique
Il n'y a pas encore de partis politiques en Nouvelle-Zélande à cette date. Le système électoral est le scrutin uninominal majoritaire à un tour. Le pays est divisé en soixante-huit circonscriptions dites 'européennes', dont six (des circonscriptions urbaines) élisent deux députés, et les autres un seul député. Parallèlement, le pays est divisé en quatre 'circonscriptions maori', élisant chacune un député (maori). Dans les 'circonscriptions européennes', le suffrage censitaire masculin s'applique, tandis que les élections dans les circonscriptions maori sont ouvertes à tout homme maori âgé d'au moins 21 ans, au suffrage universel masculin. Les Maori remplissant les conditions pour avoir accès au suffrage censitaire peuvent voter deux fois, dans une circonscription 'européenne' et dans une circonscription maori - et ce jusqu'en 1893,.
Pour la première fois, le vote dans les circonscriptions 'européennes' s'effectue à bulletin secret. Dans les circonscriptions maori, toutefois, le vote à bulletin secret n'est introduit qu'en 1938 ; en 1871, les électeurs maori indiquent donc à voix haute le candidat pour lequel ils souhaitent voter.

## Résultats
Le parlement issu des élections de 1871 renouvelle sa confiance en William Fox, premier ministre depuis juin 1869, qui conserve donc ses fonctions. Fox, néanmoins, est à ce stade un premier ministre relativement passif, cédant l'essentiel de la direction du gouvernement à son ministre des Finances Julius Vogel.